# Liste der Baudenkmäler in Neunkirchen am Sand
Auf dieser Seite sind die Baudenkmäler in der mittelfränkischen Gemeinde Neunkirchen am Sand zusammengestellt. Diese Tabelle ist eine Teilliste der Liste der Baudenkmäler in Bayern. Grundlage ist die Bayerische Denkmalliste, die auf Basis des Bayerischen Denkmalschutzgesetzes vom 1. Oktober 1973 erstmals erstellt wurde und seither durch das Bayerische Landesamt für Denkmalpflege geführt wird. Die folgenden Angaben ersetzen nicht die rechtsverbindliche Auskunft der Denkmalschutzbehörde.
 Die Liste gibt den Fortschreibungsstand vom 15. April 2020 wieder und umfasst 38 Baudenkmäler.

## Baudenkmäler nach Gemeindeteilen

### Neunkirchen
| Lage                            | Objekt                                 | Beschreibung | Akten-Nr.     | Bild           |
| ------------------------------- | -------------------------------------- | --- | ------------- | -------------- |
| Bahnhofplatz 3 (Standort)       | Eisenbahnerwohnhaus                    | Satteldachbau in Ziegelstein mit Hausteingliederung, um 1875, bei Streckenkilometer 20,13 der Fichtelgebirgsbahn                                                                            | D-5-74-141-44 | BW             |
| Bahnhofstraße 1 (Standort)      | Katholische Kapelle                    | Kleiner rechteckiger Sandsteinbau mit Dachreiter, 1879; mit Ausstattung | D-5-74-141-1  | BW             |
| Hauptstraße 8, 8 a (Standort)   | Ehemaliger Pfarrhof                    | Pfarrhaus: zweigeschossiger Sandsteinbau mit Satteldach, 1850 Ehemaliger Stall: Sandsteinbau mit Satteldach, wohl Mitte 19. Jahrhundert Nebengebäude: Sandstein, wohl Mitte 19. Jahrhundert | D-5-74-141-5  | weitere Bilder |
| Hauptstraße 8 a (Standort)      | Ehemalige Pfarrscheune                 | Zweigeschossiger Fachwerkbau mit Steilsatteldach, Erdgeschoss Sandstein, 1824. | D-5-74-141-6  | BW             |
| Hauptstraße 8 a (Standort)      | Kirchhofbefestigung mit Friedhofsmauer | Teile der Mauerzüge aus Sandsteinquadermauerwerk, mit Stützpfeilern und Pfeilerportal, Portal bezeichnet mit „1717“; mit Grabsteinen                                                        | D-5-74-141-4  | BW             |
| Heuchlinger Straße 3 (Standort) | Bauernhof                              | Wohnstallhaus: zweigeschossiger Sandsteinbau mit Steilsatteldach, um 1860 Scheune: Sandsteinbau, um 1860 Zwei Backöfen: 19. Jahrhundert                                                     | D-5-74-141-7  | BW             |
| Kirchengasse (Standort)         | Katholische Pfarrkirche Sankt Maria    | Einschiffig mit Westturm und nördlichem Chorflankenturm, querrechteckiger Ostchor, im Kern 14. Jahrhundert, 1688/89 und 1723/24 Barockisierung und Umgestaltung; mit Ausstattung            | D-5-74-141-2  | weitere Bilder |
| Kirchengasse (Standort)         | Magdalenenkapelle                      | Einschiffiger Bau, 1682 in spätgotischen Formen wiederaufgebaut; mit Ausstattung | D-5-74-141-3  | BW             |
| Rollhofer Weg 1 (Standort)      | Ehemaliges Wohnstallhaus               | Zweigeschossiger Mansarddachbau, Obergeschoss Fachwerk, zweite Hälfte 18. Jahrhundert Scheune: baulich anschließend, Fachwerkbau mit Satteldach, 18. Jahrhundert                            | D-5-74-141-8  | weitere Bilder |
| Speikerner Straße 6 (Standort)  | Ehemaliges Taglöhnerhaus               | Eingeschossiges kleines Fachwerkhaus auf Steinsockel, Steilsatteldach, wohl Ende 18. Jahrhundert                                                                                            | D-5-74-141-10 | BW             |

### Kersbach
| Lage                      | Objekt                               | Beschreibung | Akten-Nr.     | Bild           |
| ------------------------- | ------------------------------------ | --- | ------------- | -------------- |
| Alter Hof 1 (Standort)    | Bauernhof                            | Wohnstallhaus: zweigeschossiger Steilsatteldachbau, Erdgeschoss Sandstein, Obergeschoss und Giebel Fachwerk verputzt, 19. Jahrhundert Scheune: Satteldachbau mit Fachwerkgiebel, 19. Jahrhundert Nebengebäude: massiver Satteldachbau, 19. Jahrhundert          | D-5-74-141-11 | BW             |
| Alter Hof 2, 4 (Standort) | Pfarrhof                             | Langgestreckter zweigeschossiger Sandsteinbau, Satteldach 1847, erweitert | D-5-74-141-12 | weitere Bilder |
| Alter Hof 6 (Standort)    | Katholische Pfarrkirche Sankt Helena | Sandsteinbau, Saalbau mit eingezogenem Chor 1740–42, Spitzhelmturm 1709; mit Ausstattung Kirchhofeinfriedung: Sandstein, 18. Jahrhundert | D-5-74-141-13 | weitere Bilder |
| Dorfstraße 2 (Standort)   | Ehemaliges Wohnstallhaus             | Eingeschossiger Satteldachbau, 18. Jahrhundert Scheune: langgezogener Sandsteinbau mit Fachwerkgiebel und Hopfenluken, erste Hälfte 19. Jahrhundert. | D-5-74-141-14 | BW             |
| Dorfstraße 3 (Standort)   | Bauernhof                            | Zweigeschossiges Wohnstallhaus: Sandsteinquaderbau mit Steilsatteldach, Mitte 19. Jahrhundert Scheune: Steilsatteldachbau, Fachwerk verputzt, 19. Jahrhundert Nebengebäude: Massivbau mit Fachwerkgiebel, 19. Jahrhundert                                       | D-5-74-141-15 | BW             |
| Dorfstraße 13 (Standort)  | Ehemaliges Wohnstallhaus             | Zweigeschossiger Sandsteinquaderbau mit Steilsatteldach, zweite Hälfte 19. Jahrhundert Scheune: stattlicher zweigeschossiger Steilsatteldachbau mit Sandsteinerdgeschoss und Fachwerkobergeschoss und -giebel, zum Teil verputzt, zweite Hälfte 19. Jahrhundert | D-5-74-141-17 | BW             |
| Dorfstraße 19 (Standort)  | Gasthaus                             | Zweigeschossiger Satteldachbau, Obergeschoss und Giebel Fachwerk, erste Hälfte 19. Jahrhundert Scheune: Fachwerkbau auf Sandsteinsockel, wohl zweite Hälfte 17. Jahrhundert Backofen: 19. Jahrhundert                                                           | D-5-74-141-18 | weitere Bilder |
| Dorfstraße 24 (Standort)  | Ehemaliges Wohnstallhaus             | Zweigeschossiger Sandsteinquaderbau mit Steilsatteldach, Mitte 19. Jahrhundert Scheune: Sandsteinbau mit Fachwerkgiebel und Steilsatteldach, Mitte 19. Jahrhundert, angebaut weitere Scheune                                                                    | D-5-74-141-19 | weitere Bilder |

### Rollhofen
| Lage                              | Objekt                   | Beschreibung | Akten-Nr.     | Bild |
| --------------------------------- | ------------------------ | --- | ------------- | ---- |
| Am Brächl 1 (Standort)            | Scheune                  | Sandsteinbau mit Fachwerkgiebel und Steilsatteldach, erste Hälfte 19. Jahrhundert, angebaut Nebengebäude mit Fachwerk | D-5-74-141-20 | BW   |
| Brückenstraße 10 (Standort)       | Madonna / Scheune        | Madonna: Sandstein, Ende 17. Jahrhundert Scheune mit Fachwerk und Steildach, wohl 19. Jahrhundert | D-5-74-141-23 | BW   |
| Brückenstraße 22 (Standort)       | Teile eines Bauernhofs   | Scheune: stattlicher Satteldachbau mit reichem Fachwerkgiebel, erste Hälfte 18. Jahrhundert Nebengebäude: kleiner Fachwerkbau mit Satteldach, wohl frühes 19. Jahrhundert                                                                 | D-5-74-141-24 | BW   |
| Neunkirchener Weg (Standort)      | Scheune                  | Massiver Steilsatteldachbau mit Fachwerkgiebel, verputzt, im Kern wohl 18. Jahrhundert | D-5-74-141-27 | BW   |
| Neunkirchener Weg 1 (Standort)    | Ehemaliges Taglöhnerhaus | Eingeschossiger Sandsteinbau mit Fachwerkgiebel und Satteldach, bezeichnet „1832“ | D-5-74-141-25 | BW   |
| Neunkirchener Weg 2, 4 (Standort) | Bauernhof                | Wohnhaus: zweigeschossiger Sandsteinbau mit Fachwerkobergeschoss und Satteldach, 18. Jahrhundert Kleinviehstall: Sandsteinbau mit Satteldach, Ende 19. Jahrhundert Scheune: Fachwerkbau mit Satteldach, wohl erste Hälfte 19. Jahrhundert | D-5-74-141-26 | BW   |
| Neunkirchener Weg 5 (Standort)    | Scheune                  | Fachwerkbau mit Satteldach, frühes 19. Jahrhundert; erweitert | D-5-74-141-43 | BW   |
| Schnaittacher Weg 4 (Standort)    | Bauernhof                | Ehemaliges Wohnstallhaus: zweigeschossiger Sandsteinquaderbau mit Steilsatteldach, Mitte 19. Jahrhundert Scheune: Ziegelbau mit Satteldach, Mitte 19. Jahrhundert Kleinviehstall: Sandsteinbau, Mitte 19. Jahrhundert                     | D-5-74-141-28 | BW   |
| Schnaittacher Weg 6 (Standort)    | Scheune                  | Fachwerkbau mit Steildach, wohl Anfang 19. Jahrhundert | D-5-74-141-29 | BW   |

### Speikern
| Lage                                                                              | Objekt                                         | Beschreibung | Akten-Nr.     | Bild           |
| --------------------------------------------------------------------------------- | ---------------------------------------------- | --- | ------------- | -------------- |
| Hersbrucker Straße 17 (Standort)                                                  | Ehemaliges Wohnstallhaus                       | Zweigeschossiger Sandsteinquaderbau mit Steilsatteldach, bezeichnet „1877“ Scheune: massiv mit Fachwerkgiebel, zweite Hälfte 19. Jahrhundert; erweitert                                                             | D-5-74-141-30 | BW             |
| Hersbrucker Straße 20 (Standort)                                                  | Wohnstallhaus                                  | Steilsatteldachbau, Erdgeschoss Sandstein, Obergeschoss und Giebel Fachwerk verputzt, bezeichnet „1812“ | D-5-74-141-32 | BW             |
| Hersbrucker Straße 21, 21 a (Standort)                                            | Mühlanwesen                                    | Mühl- und Wohngebäude: zweigeschossiger Steilsatteldachbau, Obergeschoss und Giebel Fachwerk verputzt, rückwärtiges Zwerchhaus, 1825 Scheune: Steilsatteldachbau mit Fachwerkgiebel, erstes Viertel 19. Jahrhundert | D-5-74-141-33 | BW             |
| Kapellenstraße 10 (Standort)                                                      | Katholische Kapelle Sankt Florian              | Sandsteinbau mit polygonalem Chor, einschiffiger Raum mit Dachreiter, 1715; mit Ausstattung | D-5-74-141-34 | weitere Bilder |
| Kersbacher Straße 9 (Standort)                                                    | Bauernhof                                      | Wohnstallhaus: massiver zweigeschossiger Satteldachbau, Obergeschoss und Giebel Fachwerk verputzt, bezeichnet „1799“ Nebengebäude mit vorkragendem Satteldach, 19. Jahrhundert                                      | D-5-74-141-35 | BW             |
| Kersbacher Straße 19, 21 (Standort)                                               | Ehemaliges Wohnstallhaus, heute Doppelwohnhaus | Eingeschossiger Mansarddachbau, um 1800 Ehemaliger Stall: kleiner massiver Satteldachbau, erste Hälfte 19. Jahrhundert                                                                                              | D-5-74-141-36 | BW             |
| Nähe Kersbacher Straße, ca. 100 m vom Bahnhaltepunkt Speikern entfernt (Standort) | Wegkreuz                                       | Ädikulaartige Wegkapelle, um 1895, mit barockem Kruzifix, wohl 1707/08 von Johann Michael Doser | D-5-74-141-42 | BW             |
| Milchgasse 1 (Standort)                                                           | Scheune                                        | Fachwerkbau auf Sandsteinsockel, Steilsatteldach, Mitte 19. Jahrhundert Speicher: baulich anschließend, Sandsteinbau, Obergeschoss und Giebel Fachwerk, 19. Jahrhundert                                             | D-5-74-141-37 | BW             |

### Weißenbach
| Lage                            | Objekt        | Beschreibung | Akten-Nr.     | Bild |
| ------------------------------- | ------------- | --- | ------------- | ---- |
| Glatzensteinstraße 1 (Standort) | Wohnstallhaus | Zweigeschossiger Steilsatteldachbau, Obergeschoss und Giebel Fachwerk, bezeichnet „1890“ Scheune: massiver giebelständiger Satteldachbau, wohl spätes 19. Jahrhundert | D-5-74-141-38 | BW   |
| Jurastraße (Standort)           | Wegkreuz      | Holzkreuz mit farbig gefasstem Corpus, 18. Jahrhundert | D-5-74-141-40 | BW   |

### Wolfshöhe
| Lage                   | Objekt    | Beschreibung                                               | Akten-Nr.     | Bild |
| ---------------------- | --------- | ---------------------------------------------------------- | ------------- | ---- |
| Wolfshöhe 3 (Standort) | Wirtshaus | Zweigeschossiger Sandsteinbau mit Steilsatteldach, um 1860 | D-5-74-141-41 | BW   |

## Ehemalige Denkmäler
In diesem Abschnitt sind Objekte aufgeführt, die früher einmal in der Denkmalliste eingetragen waren, jetzt aber nicht mehr. Objekte, die in anderem Zusammenhang – also z. B. als Teil eines Baudenkmals – weiter eingetragen sind, sollen hier nicht aufgeführt werden. Aktennummern in diesem Abschnitt sind ehemalige, jetzt nicht mehr gültige Aktennummern.

| Lage                                    | Objekt                 | Beschreibung | Akten-Nr.     | Bild |
| --------------------------------------- | ---------------------- | --- | ------------- | ---- |
| Rollhofen Brückenstraße 22 (Standort)   | Teile eines Bauernhofs | Eineinhalbstöckiges ehemaliges Wohnstallhaus, massiv, Giebel Fachwerk, verputzt, wohl 1. Hälfte 18. Jahrhundert, angebaut Nebengebäude | D-5-74-141-24 | BW   |
| Speikern Kersbacher Straße 9 (Standort) | Bauernhof              | Scheune: Ziegelbau mit Steilsatteldach, wohl zweite Hälfte 19. Jahrhundert                                                             | D-5-74-141-35 | BW   |